# Економіка обміну
Економіка обміну (англ. Exchange economy)— це технічний термін, який використовується в мікроекономічних дослідженнях для опису взаємодії між декількома агентами. На ринку агент є суб'єктом обміну, а товар — об'єктом обміну. Кожен агент має своє власне бюджетне обмеження й вони можуть обмінюватися продуктами між собою на основі системи цін. Вивчаються два типи економіки обміну:
- В економіці чистого обміну всі агенти є споживачами; немає виробництва, і все, що агенти можуть зробити, це обміняти свої початкові фонди. У щоденних дослідженнях, щоб уникнути труднощів дослідження, викликаних великою кількістю споживачів і товарів, зазвичай припускаються прості умови торгівлі двох споживачів і двох товарів.[1]
- Навпаки, в економіці обміну з виробництвом деякі або всі агенти є фірмами, які також можуть виробляти нові товари. :313

Головне цікаве питання щодо економіки обміну полягає в тому, чи досягає економіка конкурентної рівноваги і коли це відбувається. Йдеться про ефективність обміну та розподілу.

## Економіка чистого обміну
- Економіка чистого обміну є найпростішою формою обміну в економіці обміну. Припускаючи, що кожен споживач має певну кількість початкових ресурсів (ендавмент), які можна використовувати для обміну, і кожен споживач має власні переваги. Коли ціна задана або стабільна, можна знайти оптимальний розподіл за Парето.[2][3]

## Економіка виробничого обміну
- В економіці виробничого обміну передбачається, що споживачі погоджуються на ринкову ціну й обмінюються добровільно для досягнення оптимального розподілу.[4]

## Інформація
- Інформація має певну цінність в економіці обміну. Споживачі більш схильні до обміну, коли ринок надав достатньо інформації.[5] Однак розкриття інформації відіграє різну роль в економіці чистого обміну та економіці виробничого обміну. В економіці чистого обміну розкриття інформації може допомогти споживачам провести оцінку ризиків. В економіці виробничого обміну розкриття інформації може допомогти споживачам оптимізувати розподіл активів.[6]